# Iglesia de Santa María (Tórshavn)
La Iglesia de Santa María (en feroés: Mariukirkjan) es el nombre que recibe un templo que pertenece a la Iglesia católica que se ubica en  Mariugøta 4, en la ciudad de Tórshavn, la capital de las Islas Feroe, un territorio dependiente del Reino de Dinamarca en el Mar de Noruega con el estatus de País Autónomo.
Se trata de un edificio religioso que sigue el rito romano o latino y depende de la diócesis católica de Copenhague con sede en Dinamarca. La iglesia católica ha estado presente en las islas desde el año 999 después de cristo, pero tras la reforma protestante en 1538 el último obispo católico en las islas fue ejecutado.
En 1931 dos jóvenes sacerdotes, E. G. Boekenoogen y Thomas King, se dieron a la tarea del restablecimiento de la presencia católica en las Islas Feroe. En una casa alquilada a las hermanas franciscanas que llegaron a las Islas Feroe en 1931, una pequeña iglesia fue consagrada el 23 de mayo del mismo año. 
Junto con la nueva escuela de San Francisco, que las hermanas habían construido, la nueva Iglesia de Santa María fue consagrada el 1 de junio de 1933.